# 2007年度世界長者番付
2007年度世界長者番付（にせんしちねんどせかいちょうじゃばんづけ）は、2007年に発表された、フォーブスの調査による世界の長者番付である。

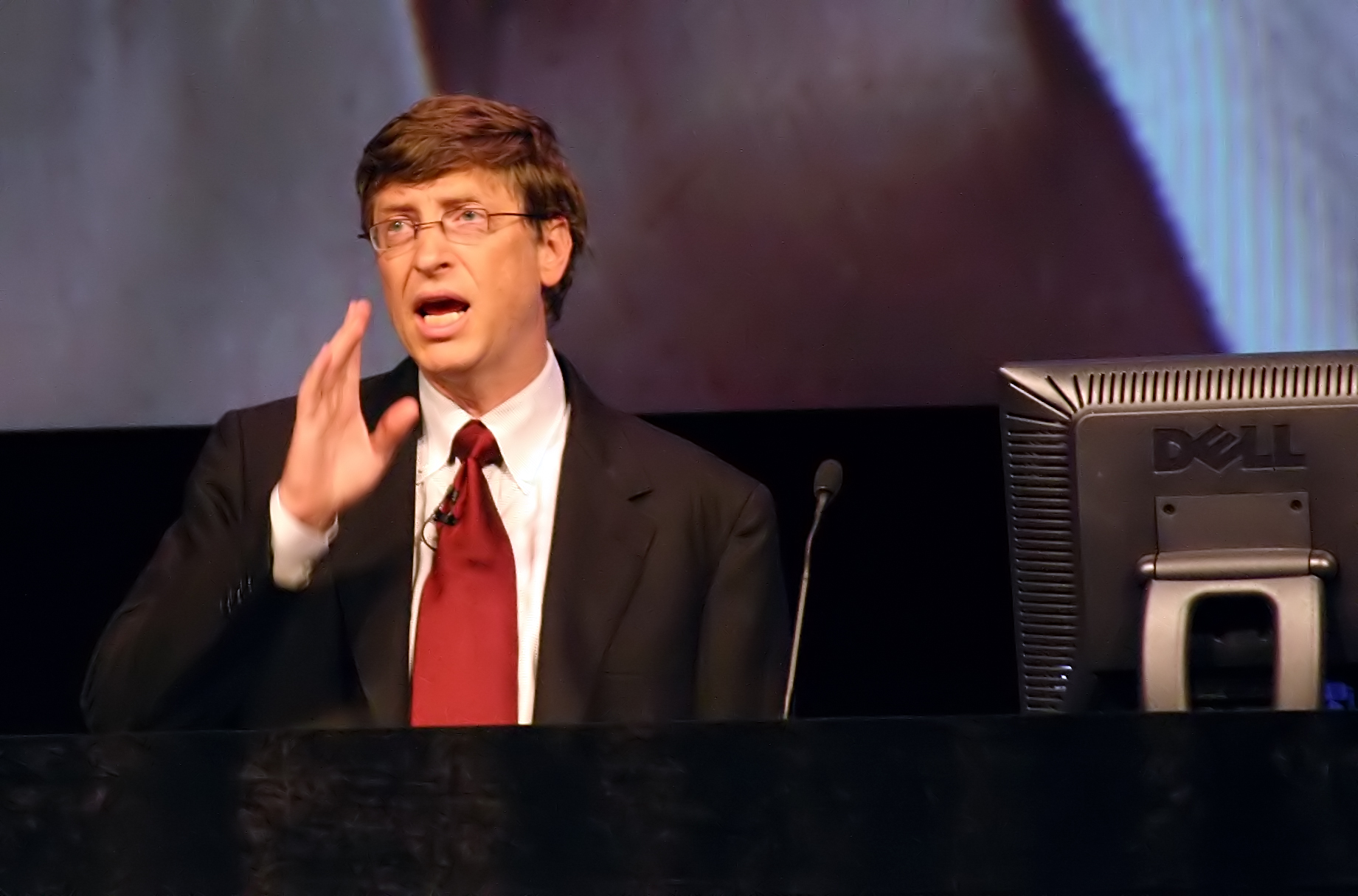
前年に引き続き1位となったアメリカ合衆国の実業家、ビル・ゲイツ。

## 1～20
- 001.ビル・ゲイツ （560億ドル  アメリカ合衆国 マイクロソフト）
- 002.カルロス・スリム・ヘル （531億ドル  メキシコ テルメックス他）
- 003.ウォーレン・バフェット （524億ドル  アメリカ合衆国 バークシャー・ハサウェイ/投資）
- 004.イングヴァル・カンプラード （330億ドル  スウェーデン イケア/不動産）
- 005.ラクシュミ・ミタル （320億ドル  インド ミタルスチール）
- 006.シェルドン・アデルソン （265億ドル  アメリカ合衆国 ラスベガスサンズ）
- 007.ベルナール・アルノー （260億ドル  フランス LVMH）
- 008.アマンシオ・オルテガ （240億ドル  スペイン インディテックス/不動産）
- 009.李嘉誠 （230億ドル  香港 ハチソン・ワンポア/長江実業）
- 010.デイヴィッド・トムソンとその一族 （220億ドル  カナダ トムソン・コーポレーション）
- 011.ラリー・エリソン （215億ドル  アメリカ合衆国 オラクル）
- 012.リリアン・ベッテンコート （207億ドル  フランス ロレアル/ネスレ）
- 013.アル・ワリード王子 （203億ドル  サウジアラビア キングダム・ホールディング・カンパニー）
- 014.ムケシュ・アンバニ （201億ドル  インド リライアンス・インダストリーズ）
- 015.カール・アルブレヒト （200億ドル  ドイツ アルディ）
- 016.ロマン・アブラモヴィッチ （187億ドル  ロシア ミルハウス・キャピタル）
- 017.ステファン・パーソン （184億ドル  スウェーデン H&M）
- 018.アニル・アンバニ （182億ドル  インド アニル・ディルバイ・アンバニ・グループ）
- 019.ポール・アレン （180億ドル  アメリカ合衆国 マイクロソフト/バルカン（英語版）/投資）
- 020.テオ・アルブレヒト （175億ドル  ドイツ アルディ/トレーダー・ジョーズ/アルバートソンズ）

## 21～40
- 021.アジム・プレムジ （171億ドル  インド ウィプロ・テクノロジー）
- 022.李兆基 （170億ドル  香港 恒基不動産）
- 023.ジム・ウォルトン （168億ドル  アメリカ合衆国 ウォルマート）
- 024.クリスティ・ウォルトンとその一族 （167億ドル  アメリカ合衆国 ウォルマート）
- 024.S. ロブソン・ウォルトン （167億ドル  アメリカ合衆国 ウォルマート）
- 025.セルゲイ・ブリン （166億ドル  アメリカ合衆国 Google）
- 025.ラリー・ペイジ （166億ドル  アメリカ合衆国 Google）
- 025.アリス・ウォルトン （166億ドル  アメリカ合衆国 ウォルマート）
- 026.ヘレン・ウォルトン （164億ドル  アメリカ合衆国 ウォルマート）
- 027.マイケル・デル （158億ドル  アメリカ合衆国 デル）
- 028.スティーブ・バルマー （150億ドル  アメリカ合衆国 マイクロソフト）
- 028.カーク・カーコリアン （150億ドル  アメリカ合衆国 トラシンダ）
- 028郭炳湘とその兄弟 （150億ドル  香港 新鴻基）
- 029.フランソワ・ピノー （145億ドル  フランス PPR）
- 030.スレイマン・ケリモフ （144億ドル  ロシア ガスプロム/ズベルバンク）
- 031.ウラジーミル・リシン （143億ドル  ロシア ノボリペツク製鉄所）
- 032.ジャック・タイラーとその一族 （139億ドル  アメリカ合衆国 エンタープライズ・レンタカー）
- 033.ウラジーミル・ポターニン （135億ドル  ロシア インターロス）
- 033.ミハイル・プロホロフ （135億ドル  ロシア インターロス）
- 034.オレグ・デリパスカ （133億ドル  ロシア ルサール）
- 034.ミハエル・オットーとその一族 （133億ドル  ドイツ オットー・ゲーエムベーハー）
- 035.カール・アイカーン （130億ドル  アメリカ合衆国 トランス・ワールド航空）
- 035.アビガイル・ジョンソン （130億ドル  アメリカ合衆国 フィデリティ・インベストメンツ）
- 036.アドルフ・メルクレ （128億ドル  ドイツ Phoenix Pharmahandel）
- 037.バーバラ・コックス・アンソニー （126億ドル  アメリカ合衆国 コックス・エンタープライズ）
- 037.アンネ・コックス・チェンバース （126億ドル  アメリカ合衆国 コックス・エンタープライズ）
- 037.ミハイル・フリードマン （126億ドル  ロシア アルファ・グループ）
- 038.ヴァギト・アレクペロフ （124億ドル  ロシア ルクオイル）
- 039.チャールズ・コーク （120億ドル  アメリカ合衆国 コーク・インダストリーズ）
- 039.デイヴィッド・ハミルトン・コーク （120億ドル  アメリカ合衆国 コーク・インダストリーズ）
- 040.シルヴィオ・ベルルスコーニとその一族 （118億ドル  イタリア フィニンヴェスト）

## 41～60
- 041.? （115億ドル  クウェート ?）
- 041.レオナルド・デル・ヴェッキオ （115億ドル  イタリア ルクソッティカ）
- 042.アレクセイ・モルダショフ（英語版） （112億ドル  ロシア セヴェルスターリ）
- 043.第6代ウェストミンスター公爵とその一族 （110億ドル  イギリス グロブナー・グループ）
- 043.スピロ・ラティス （110億ドル  ギリシャ EFG）
- 043.ビルギット・ラウジングとその一族 （110億ドル  スイス テトラ・ラヴァル）
- 044.フォレスト・エドワード・マーズ・ジュニア （105億ドル  アメリカ合衆国 マーズ株式会社）
- 044.ジャクリーン・マーズ （105億ドル  アメリカ合衆国 マーズ株式会社）
- 044.ジョン・フランクリン・マーズ （105億ドル  アメリカ合衆国 マーズ株式会社）
- 045.ヴィクトル・ヴェクセリベルク （104億ドル  ロシア レノヴァ）
- 046.セルジュ・ダッソーとその一族 （100億ドル  フランス ダッソー・グループ）
- 046.チャーリー・アーゲン （100億ドル  アメリカ合衆国 エコースター・コミュニケーションズ）
- 046.ミケーレ・フェッレーロとその一族 （100億ドル  イタリア フェッレーロ）
- 046.ナビブ・サウリス （100億ドル  エジプト オラスコム・テレコム・ホールディング）
- 046.クシャール・パル・サイ （100億ドル  インド DLFユニヴァーサル・リミテッド）
- 046.アラン/ジェラルド・ヴェルテメール （100億ドル  フランス シャネル）
- 047.ズザンネ・クラッテン （96億ドル  ドイツ アルタナ）
- 048.フィル・ナイト （95億ドル  アメリカ合衆国 ナイキ）
- 048.スニル・ミタルとその一族 （95億ドル  インド ）
- 049.ジョン・クルーゲ （91億ドル  アメリカ合衆国 メトロメディア）
- 049.ウラジーミル・イェフトゥシェンコフ （91億ドル  ロシア システマ）
- 050.ルパート・マードック （90億ドル  アメリカ合衆国 ニューズ・コープ）
- 050.ハンス・ラウジング （90億ドル  スウェーデン テトラ・ラヴェル）
- 050.Reinhold Wurth （90億ドル  ドイツ Wurth）
- 051.エルネスト・ベルタレリ （88億ドル  スイス セローノ）
- 051.ピエール・オミダイア （88億ドル  アメリカ合衆国 eBay）
- 052.ゲオルグ・マリア・エリーザベト・シェフラー （87億ドル  ドイツ シェフラー・グループ）
- 053.ラファエル・デル・ピノとその一族 （86億ドル  スペイン フェロビアル）
- 054.ドナルド・ブレン （85億ドル  アメリカ合衆国 アーバイン・カンパニー）
- 054.ジョージ・カイザー （85億ドル  アメリカ合衆国 BOKファイナンシャル・コーポレーション）
- 054.ジョージ・ソロス （85億ドル  アメリカ合衆国 ソロス・ファンド・マネージメント）
- 055.ニコライ・ツヴェトコフ （84億ドル  ロシア ニコイル・ファイナンシャル）
- 055.アウグスト・フォン・フィンク・ジュニア （84億ドル  ドイツ アリアンツ）
- 056.ダン・ダンカン (82億ドル  アメリカ合衆国 エンタープライズ・プロダクツ)
- 057.モハメド＝アリ・アムディ （80億ドル  サウジアラビア/ エチオピア コラル石油ホールディングス）
- 057.アブドゥルアジズ・アル・グレールとその一族 （80億ドル  アラブ首長国連邦 マシュレク銀行）
- 057.クマール・バーラ （80億ドル  インド アディティア・バーラ・グループ）
- 057.Хан, Герман Борисович （80億ドル  ロシア アルファ・グループ）
- 057.Iskander Makhmudov （80億ドル  ロシア Uralskaya Gorno-Metallurgicheskaya Kompaniya）
- 057.サムナー・レッドストーン （80億ドル  アメリカ合衆国 ナショナル・アミューズメンツ）
- 057.Shashi/Ravi Ruia （80億ドル  インド エッサー・グループ）
- 058.フィリップ・アンシュッツ （79億ドル  アメリカ合衆国 アンシュッツ・コーポレーション）
- 058.ギャレン・ウェストンとその一族 （79億ドル  カナダ アソシエイテッド・ブリティッシュ・フーズ）
- 059.Enrique Banuelos （77億ドル  スペイン アストロック）
- 060.シュテファン・クヴァント （76億ドル  ドイツ BMW）

## 61～80
- 061.Maan Al-Sanea （75億ドル  サウジアラビア サード・グループ）
- 061.エドワード・ジョンソン3世 （75億ドル  アメリカ合衆国 フィデリティ・インベストメンツ）
- 062.Sulaiman Abdul Aziz Al Rajhi （74億ドル  サウジアラビア Al-Rajhi銀行）
- 063.ドナルド・ニューハウス （73億ドル  アメリカ合衆国 Conde Nast Publications）
- 063.サミュエル・ニューハウス・ジュニア （73億ドル  アメリカ合衆国 Conde Nast Publications）
- 064.レオナルド・ブラヴァトニク （72億ドル  アメリカ合衆国 アクセス・インダストリーズ）
- 064.Charlene de Carvalho-Heineken （72億ドル  オランダ ハイネケン）
- 065.ジョン・フレドリクセン （70億ドル  キプロス フロントライン 船舶）
- 066.フィリップ & クリスティナ・グリーン （70億ドル  イギリス Bhs 小売）
- 066.スタンレー・ホー （70億ドル  香港  マカオ カジノ）
- 066.ロバート・クオック(郭鶴年) （70億ドル  マレーシア クオック・ブラザーズ）
- 066.ロナルド・ペレルマン （70億ドル  アメリカ合衆国）
- 066.ヴィクトル・ラシュニコフ （70億ドル  ロシア Магнитогорский металлургический комбинат）
- 066.蔡宏圖とその一族 （70億ドル  台湾）
- 067.ヨハンナ・クヴァント （67億ドル  ドイツ BMW）
- 068.アントニア・ジョンソン （66億ドル  スウェーデン アクセル・ジョンソン・グループ）
- 069.鄭裕? （65億ドル  香港）
- 070.Ramesh Chandra （64億ドル  インド）
- 070.Curt Engelhorn （64億ドル  ドイツ）
- 071.Alexei Kuzmichov （62億ドル  ロシア）
- 071.エリック・シュミット （62億ドル  アメリカ合衆国 Google）
- 072.黄廷芳 （61億ドル  シンガポール）
- 073.Anacleto Angelini （60億ドル  チリ）
- 073.Eli Broad （60億ドル  アメリカ合衆国）
- 073.Gustavo Cisnerosとその一族 （60億ドル  ベネズエラ）
- 073.Erivan Haubとその一族 （60億ドル  ドイツ）
- 073.Petr Kellner （60億ドル  チェコ PPf）
- 073.Ananda Krishnan （60億ドル  マレーシア）
- 073.Lorenzo Mendozaとその一族 （60億ドル  ベネズエラ）
- 073.Hasso Plattner （60億ドル  ドイツ）
- 073.Joseph Safra （60億ドル  ブラジル）
- 074.Klaus-Michael Kuhne （59億ドル  ドイツ）
- 075.ミッキー・アリソン （58億ドル  アメリカ合衆国 カーニバル・コーポレーション）
- 075.ジェームズ, アーサー & ジョン・アーヴィング （58億ドル  カナダ）
- 075.孫正義 （58億ドル  日本 ソフトバンク）
- 076.スティーヴ・ジョブズ （57億ドル  アメリカ合衆国 Apple Computer）
- 076.Karl-Heinz Kipp （57億ドル  ドイツ）
- 076.森章とその一族 （57億ドル  日本 森トラスト）
- 076.Dmitry Pumpyansky （57億ドル  ロシア）
- 076.Julio Mario Santo Domingo （57億ドル  コロンビア）
- 077.アレクサンドル・アブラモフ （56億ドル  ロシア）
- 077.チャールズ・ジョンソン （56億ドル  アメリカ合衆国）
- 077.Esther Koplowitz （56億ドル  スペイン）
- 077.Eliodoro Matteとその一族 （56億ドル  チリ）
- 077.Pallonji Mistry （56億ドル  インド）
- 078.ロバート・バス （55億ドル  アメリカ合衆国）
- 078.マイケル・ブルームバーグ （55億ドル  アメリカ合衆国 ニューヨーク市長、ブルームバーグ）
- 078.郭台銘 （55億ドル  台湾 鴻海精密工業/Foxconn）
- 078.ウラジミール・キム （55億ドル  カザフスタン）
- 078.ジェームズ・パッカー （55億ドル  オーストラリア パブリッシング・アンド・ブロードキャスティング・リミテッド）
- 078.Madeleine Schickedanz （55億ドル  ドイツ）
- 078.Thomas Schmidheiny （55億ドル  スイス）
- 078.Alisher Usmanov （55億ドル  ロシア）
- 079.ロバート・ローリング （54億ドル  アメリカ合衆国）
- 079.ルスタム・タリコ (Roustam Tariko)  （54億ドル  ロシア）
- 080.Leonid Fedun （53億ドル  ロシア）
- 080.ブラドリー・ヒューズ （53億ドル  アメリカ合衆国）
- 080.マイケル・カドリーとその一族 （53億ドル  香港）

## 81～100
- 081.ジョン・メナード・ジュニア （52億ドル  アメリカ合衆国）
- 081.チャールズ・シュワブ （52億ドル  アメリカ合衆国）
- 082.王永慶とその一族 （51億ドル  台湾）
- 083.Alberto Bailleres （50億ドル  メキシコ）
- 083.Jean-Claude Decauxとその一族 （50億ドル  フランス）
- 083.Alicia Koplowitz （50億ドル  スペイン）
- 083.ラルフ・ローレン （50億ドル  アメリカ合衆国）
- 083.ニッキー・オッペンハイマーとその一族 （50億ドル  南アフリカ共和国 デ・ビアス）
- 083.Onsi Sawiris （50億ドル  エジプト）
- 083.サミュエル・ゼル （50億ドル  アメリカ合衆国）
- 084.Jorge Paulo Lemann （49億ドル  ブラジル）
- 084.エドワード・ロジャース （49億ドル  カナダ）
- 085.デヴィッド・ゲフィン （47億ドル  アメリカ合衆国）
- 085.Boris Ivanishvili （47億ドル  ロシア）
- 085.佐治信忠とその一族 （47億ドル  日本 サントリー）
- 085.Luis Carlos Sarmiento （47億ドル  コロンビア）
- 085.黄祖耀 （47億ドル  シンガポール）
- 086.ルパート・ジョンソン・ジュニア （46億ドル  アメリカ合衆国）
- 086.Frank Lowyとその一族 （46億ドル  オーストラリア）
- 086.Andrei Melnichenko （46億ドル  ロシア）
- 086.セルゲイ・ポポフ （46億ドル  ロシア）
- 086.Ricardo Salinas Pliego （46億ドル  メキシコ）
- 087.ジョルジオ・アルマーニ （45億ドル  イタリア）
- 087.Otto Beisheim （45億ドル  ドイツ）
- 087.Martin & Olivier Bouygues （45億ドル  フランス）
- 087.レスター・クラウンとその一族 （45億ドル  アメリカ合衆国）
- 087.ジェームズ・グッドナイト （45億ドル  アメリカ合衆国）
- 087.Herbert Kohlerとその一族 （45億ドル  アメリカ合衆国）
- 087.エドワード・ランパートとその一族 （45億ドル  アメリカ合衆国）
- 087.ショーン・クインとその一族 （45億ドル  アイルランド）
- 087.デビッド & サイモン・リューベン （45億ドル  イギリス）
- 087.James Sorenson （45億ドル  アメリカ合衆国）
- 087.タイ・ワーナー （45億ドル  アメリカ合衆国）
- 088.Saleh Al Rajhi （44億ドル  サウジアラビア）
- 088.ジェフ・ベゾス （44億ドル  アメリカ合衆国 Amazon.com）
- 088.毒島邦雄とその一族 （44億ドル  日本 三共）
- 088.ロス・ペロー （44億ドル  アメリカ合衆国）
- 088.バーナード・シャーマン （44億ドル  カナダ）
- 088.Stef Wertheimer （44億ドル  イスラエル）
- 089.Jeronimo Arango （43億ドル  メキシコ）
- 089.シャリ・アリソン （43億ドル  イスラエル）
- 089.Hubert Burda （43億ドル  ドイツ）
- 089.Walter Haefner （43億ドル  スイス）
- 089.サイモン・ハラビ （43億ドル  イギリス）
- 089.郭令明とその一族 （43億ドル  シンガポール）
- 089.Leonid Mikhelson （43億ドル  ロシア）
- 089.ジョハン・ルパートとその一族 （43億ドル  南アフリカ共和国）
- 089.Michael & Rainer Schmidt-Ruthenbeck （43億ドル  ドイツ）
- 089.武井博子とその一族 （43億ドル  日本 武富士）
- 090.ロバート・ホールディング （42億ドル  アメリカ合衆国）
- 090.林梧桐とその一族 （42億ドル  マレーシア）
- 090.Ronald McAulay （42億ドル  香港）
- 090.デビッド・マードック （42億ドル  アメリカ合衆国）
- 090.ジェフリー・スコール （42億ドル  カナダ）
- 090.龔如心 （42億ドル  香港）
- 091.Matthew Bucksbaumとその一族 （41億ドル  アメリカ合衆国）
- 091.ウィリアム・デビッドソン （41億ドル  アメリカ合衆国）
- 091.Adi Godrejとその一族 （41億ドル  インド）
- 091.レフ・レフィエフ （41億ドル  イスラエル）
- 092.Rinat Akhmetov （40億ドル  ウクライナ）
- 092.Paul Desmarais （40億ドル  カナダ）
- 092.Aloysio de Andrade Faria （40億ドル  ブラジル）
- 092.Michael Herz （40億ドル  ドイツ）
- 092.Wolfgang Herz （40億ドル  ドイツ）
- 092.Shiv Nadar （40億ドル  インド）
- 092.Richard Schulze （40億ドル  アメリカ合衆国）
- 092.ハロルド・サイモンズ （40億ドル  アメリカ合衆国）
- 092.ジェームズ・サイモンズ （40億ドル  アメリカ合衆国）
- 092.Andreas Strungmann （40億ドル  ドイツ）
- 092.Thomas Strungmann （40億ドル  ドイツ）
- 092.Yitzhak Tshuva （40億ドル  イスラエル）
- 093.Antonio Ermirio de Moraesとその一族 （39億ドル  ブラジル）
- 093.Sammy Oferとその一族 （39億ドル  イスラエル）
- 093.Nassef Sawiris （39億ドル  エジプト）
- 093.山内溥 （39億ドル  日本 任天堂）
- 094.Anil Agarwal （38億ドル  インド）
- 094.リチャード・ブランソン （38億ドル  イギリス ヴァージン・グループ）
- 094.Frits Goldschmeding （38億ドル  オランダ）
- 094.Stein Erik Hagen （38億ドル  ノルウェー）
- 094.糸山英太郎 （38億ドル  日本 新日本観光）
- 094.ジム・パティソン （38億ドル  カナダ）
- 094.Anton Schlecker （38億ドル  ドイツ）
- 095.Vladimir Bogdanov （37億ドル  ロシア）
- 095.アレクサンドル・レベデフ （37億ドル  ロシア）
- 095.Luis Portillo （37億ドル  スペイン）
- 095.レナード・スターン （37億ドル  アメリカ合衆国）
- 095.Joan Tisch （37億ドル  アメリカ合衆国）
- 095.柳井正 （37億ドル  日本 ファーストリテイリング）
- 096.Pyotr Aven （36億ドル  ロシア）
- 096.チャールズ・カドガン （36億ドル  イギリス）
- 096.バーナード・エックルストーン （36億ドル  イギリス）
- 096.ジョージ・ルーカス （36億ドル  アメリカ合衆国）
- 096.ゴードン・ムーア （36億ドル  アメリカ合衆国）
- 096.Stephan Schmidheiny （36億ドル  スイス）
- 097.Bjorgolfur Thor Bjorgolfsson （35億ドル  アイスランド）
- 097.リチャード・デヴォス （35億ドル  アメリカ合衆国 アムウェイ）
- 097.ケネス・ヘンドリクス （35億ドル  アメリカ合衆国）
- 097.許榮茂 （35億ドル  香港）
- 097.レイ・ハント （35億ドル  アメリカ合衆国）
- 097.Manuel Jove （35億ドル  スペイン）
- 097.Saleh Kamel （35億ドル  サウジアラビア）
- 097.ピーター・ケロッグ （35億ドル  アメリカ合衆国）
- 097.レナード・ローダー （35億ドル  アメリカ合衆国）
- 097.Paul Milsteinとその一族 （35億ドル  アメリカ合衆国）
- 097.Reinhard Mohnとその一族 （35億ドル  ドイツ）
- 097.Husnu Ozyegin （35億ドル  トルコ）
- 097.Stephen Schwarzman （35億ドル  アメリカ合衆国）
- 097.Patrick Soon-Shiong （35億ドル  アメリカ合衆国）
- 097.Karl Wlaschek （35億ドル  アメリカ合衆国）
- 098.Isak Andic （34億ドル  スペイン）
- 098.Heidi Horten （34億ドル  オーストラリア）
- 098.Gerard Louis-Dreyfus （34億ドル  フランス）
- 098.Rosalia Mera （34億ドル  スペイン）
- 098.メルヴィン・サイモン （34億ドル  アメリカ合衆国）
- 098.Charoen Sirivadhanabhakdi （34億ドル  タイ）
- 098.スティーブ・ウィン （34億ドル  アメリカ合衆国）
- 099.キアレ・ケアク・クリスチャンセン （33億ドル  デンマーク レゴ）
- 099.Dmitry Rybolovlev （33億ドル  ロシア）
- 100.ウィリアム・クック （32億ドル  アメリカ合衆国）
- 100.Nicolas Hayek （32億ドル  スイス）
- 100.ジョン・リチャード・シンプロット （32億ドル  アメリカ合衆国）
- 100.フリード・スプリンガー （32億ドル  ドイツ）
- 100.Steven Udvar-Hazy （32億ドル  アメリカ合衆国）
- 100.レスリー・ウェクスナー （32億ドル  アメリカ合衆国）